# تيوفيل غوتيه
تيوفل غوتيه (بالفرنسية: Théophile Gautier)‏ (30 أغسطس 1811 – 23 أكتوبر 1872) شاعر وروائي فرنسي وكاتب مسرحي رومانسي وصحفي وناقد أدبي. كان صديقا لـ«نيرفال» و«بودلير» وهو من انصار المذهب البرناسي وهو صاحب مقولة: على الشاعر أن يرى الأشياء الإنسانية، وأن يفكر فيها من خلال نظرته الخاصة دون أية مصلحة اجتماعية أو مذهبية.

## روابط خارجية
- تيوفيل غوتيه على موقع IMDb (الإنجليزية)
- تيوفيل غوتيه على موقع الموسوعة البريطانية (الإنجليزية)
- تيوفيل غوتيه على موقع ميوزك برينز (الإنجليزية)
- تيوفيل غوتيه على موقع قاعدة بيانات برودواي على الإنترنت (الإنجليزية)
- تيوفيل غوتيه على موقع إن إن دي بي (الإنجليزية)
- تيوفيل غوتيه على موقع أول ميوزيك (الإنجليزية)
- تيوفيل غوتيه على موقع ديسكوغز (الإنجليزية)
- تيوفيل غوتيه على موقع قاعدة بيانات الفيلم (الإنجليزية)